# Zichen-Zussen-Bolder
Zichen-Zussen-Bolder (fr. Sichem-Sussen-et-Bolré, Sichem-Sussen-Bolré; lim. Zèche-Zösse-Boolder, Ziche-Zusse-Bolder) – dzielnica (deelgemeente) gminy Riemst w Belgii, w Regionie Flamandzkim, w prowincji Limburgia, w okręgu Tongeren. 1 stycznia 2020 roku liczyła 3269 mieszkańców. Do 31 grudnia 1976 samodzielna gmina. 

## Demografia
Liczba mieszkańców, stan na 1 stycznia:
| Rok                | 1930 | 1947 | 1961 | 2020 |
| ------------------ | ---- | ---- | ---- | ---- |
| Liczba mieszkańców | 2055 | 2380 | 2703 | 3269 |